# Societat d'Estudis Militars (think tank)
|  | Per a altres significats, vegeu «Societat d'Estudis Militars». |

La Societat d'Estudis Militars (SEM) és un think tank català nascut el 2014 que té com a objectiu generar coneixement en matèria de política de defensa al servei de l'interès nacional català. No s'ha de confondre amb la Societat d'Estudis Militars de 1924, la branca paramilitar d'Acció Catalana.
El 2014 neix la Sectorial de Defensa de l'Assemblea Nacional Catalana, que publica un informe perfilant una futura Força Naval Catalana amb 2.000 efectius, causant un fort ressò mediàtic a la premsa espanyola. Documents posteriors dimensionàven unes forces armades catalanes amb 47.696 efectius professionals, 64.352 reservistes, i un pressupost de 2.584,17 milions d'Euros. El Consell Assessor per a la Transició Nacional (CATN), dirigit per Carles Viver Pi-Sunyer sota la tutela del president Artur Mas, publicava també un llibre blanc de 1.397 pàgines sobre la independència de Catalunya, dedicant un capitol a la "Seguretat i Defensa" del pais. La pressió mediàtica sobre l'ANC condueix la sectorial al seu tancament, que s'allunyarà durant uns pocs anys de l'ull públic, limitant-se a les publicacions del seu blog. Cal recordar que l'ANC ja tenia en marxa altres sectorials de l'àmbit de la seguretat: "Mossos per la Independència","Bombers per la Independència","Guàrdies Urbans per la Independència", i "Agents Rurals per la Independència" (NOTA: des de 2017, la majoria d'aquestes sectorials han modificat el seu nom a: *sectorial* per la República).
El 2019 la SEM es reactiva després d'encarregar 1.605 enquestes a l'empresa GESOP, on sondeja l'opinió dels catalans pel que fa a la hipotètica creació d'unes forces armades catalanes en una eventual Catalunya independent. L'estudi, fet a finals d'octubre, afirma que el 49,6% dels enquestats contesta afirmativament, el 38,7% en contra, i la resta es mostren indecisos. No obstant és entre el 14 i 16 l'agost de 2020 quan l'entitat fa un notable pas endavant i, en plena crisi del COVID-19, organitza exitosament la seva primera escola d'estiu, amb Pol Molas i Dani Soler al capdavant, i 52 assistents. El setembre la SEM va més enllà, i comença a organitzar una sèrie de conferències relacionades amb la política de defensa, comptant amb ponents com els acadèmics Elisabeth Braw o Eitan Shamir, el tinent coronel James Corum, l'enginyer Uzi Rubin, o el periodista Ben-Dror Yemini. La seva pàgina web disposa tant de publicacions pròpies com de traduccions de publicacions estrangeres.